# 萩山竜馬
萩山 竜馬（はぎやま りょうま、1985年2月22日 - ）は元アメリカンフットボールプレイヤー。ポジションはワイドレシーバー。

## 略歴
大阪府大阪市生まれ。
大阪府立北野高等学校時代は野球部に所属し、2003年に東北大学理学部に進学後、同大学にてアメリカンフットボールを始めた。
大学卒業後の2007年、Xリーグのオービックシーガルズに加入した。
2011年第1回アメリカンフットボールアジア選手権で日本代表に初選出された。
2017年度シーズンを以って選手を引退した。
オービックシーガルズ、歴代パスレシーブ獲得ヤードランキングにおいて、4,350yard（キャッチ275回、平均15.8yard、51TD）、で1位（2021年シリーズ終了時点）である。
2018年 東北大学アメリカンフットボール部ホーネッツの監督に就任